# Allopentarthrum elumbe
Allopentarthrum elumbe е вид насекомо от семейство Хоботникови (Curculionidae).

## Разпространение
Видът е широко разпространен в тропическите гори на Хавай, Колумбия, Френска Гвиана, островите Галапагос, Западна Индия, остров Възнесение, Африка, Мадагаскар, Малайзия, Япония, Папуа Нова Гвинея, остров Лорд Хау и Самоа.